# Crise économique brésilienne de 2014
 (juillet 2017).
Le contenu est difficilement compréhensible vu les erreurs de traduction, qui sont peut-être dues à l'utilisation d'un logiciel de traduction automatique.

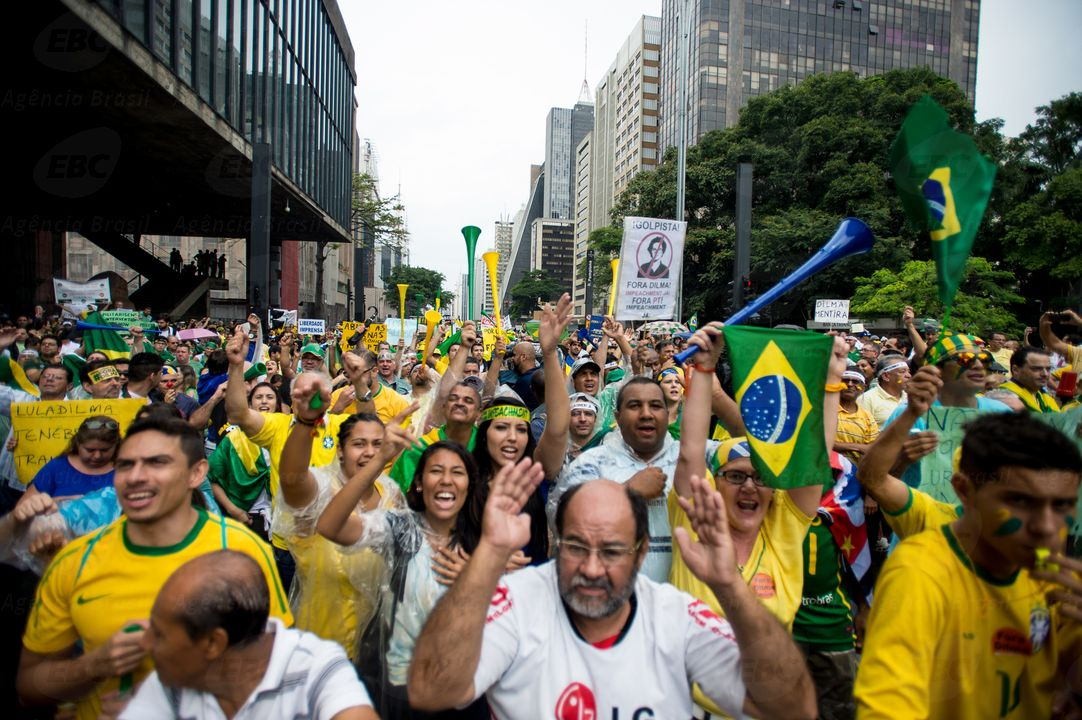
Manifestation dans São Paulo contre la crise, le 15 Mars 2015.

Une forte crise économique a secoué l'économie brésilienne en 2014. La crise a été accompagnée par une crise politique, résultant de manifestations contre le gouvernement à travers le pays. Dilma Rousseff, la présidente de l'époque, a été destituée en août 2016, et c'est son vice-président Michel Temer qui a pris sa place et a promis d'adopter des mesures visant à rétablir l'économie.
L'un des symptômes de la crise est la forte récession économique, la pire de l'histoire du pays. Elle est marquée par une diminution du Produit intérieur brut (PIB) pendant deux années consécutives. L'économie s'est contractée d'environ 3,8 % en 2015. En septembre 2016, le taux de chômage s'élevait à 11,8 %, pour atteindre 12 millions de brésiliens.
En 2016, les effets de la crise économique ont été largement ressentis par la population locale qui a dû s'adapter à la réalité financière, ainsi qu'à travers la pression qu'elle exerçait sur les services publics brésiliens. Selon une enquête menée par la Confédération Nationale de l'Industrie (CNI) dans l'année, presque la moitié des répondants (48 %) ont utilisé davantage les transports publics et 34 % n'ont plus de plan de santé. L'aggravation de la crise économique a conduit 14 % des ménages à transférer leurs enfants d'une école privée à une école publique en juin, un pourcentage plus élevé que ceux rencontrés en 2012 et 2013, avant la crise. En outre, les consommateurs ont remplacé leurs produits courants par des produits similaires moins chers (78 %), ont attentu les soldes pour acheter des biens de plus grande valeur (80 %) et ont épargné davantage, en prévision de besoin futur (78 %).
En juin 2017, le PIB du Brésil a augmenté de 1 % au premier trimestre de l'année, soit la première hausse après huit baisses trimestrielles consécutives. Le ministre des finances, Henrique Meirelles, a alors déclaré que le pays « a émergé de la plus grande récession du siècle. »

## Arrière-plan

### Contexte politique

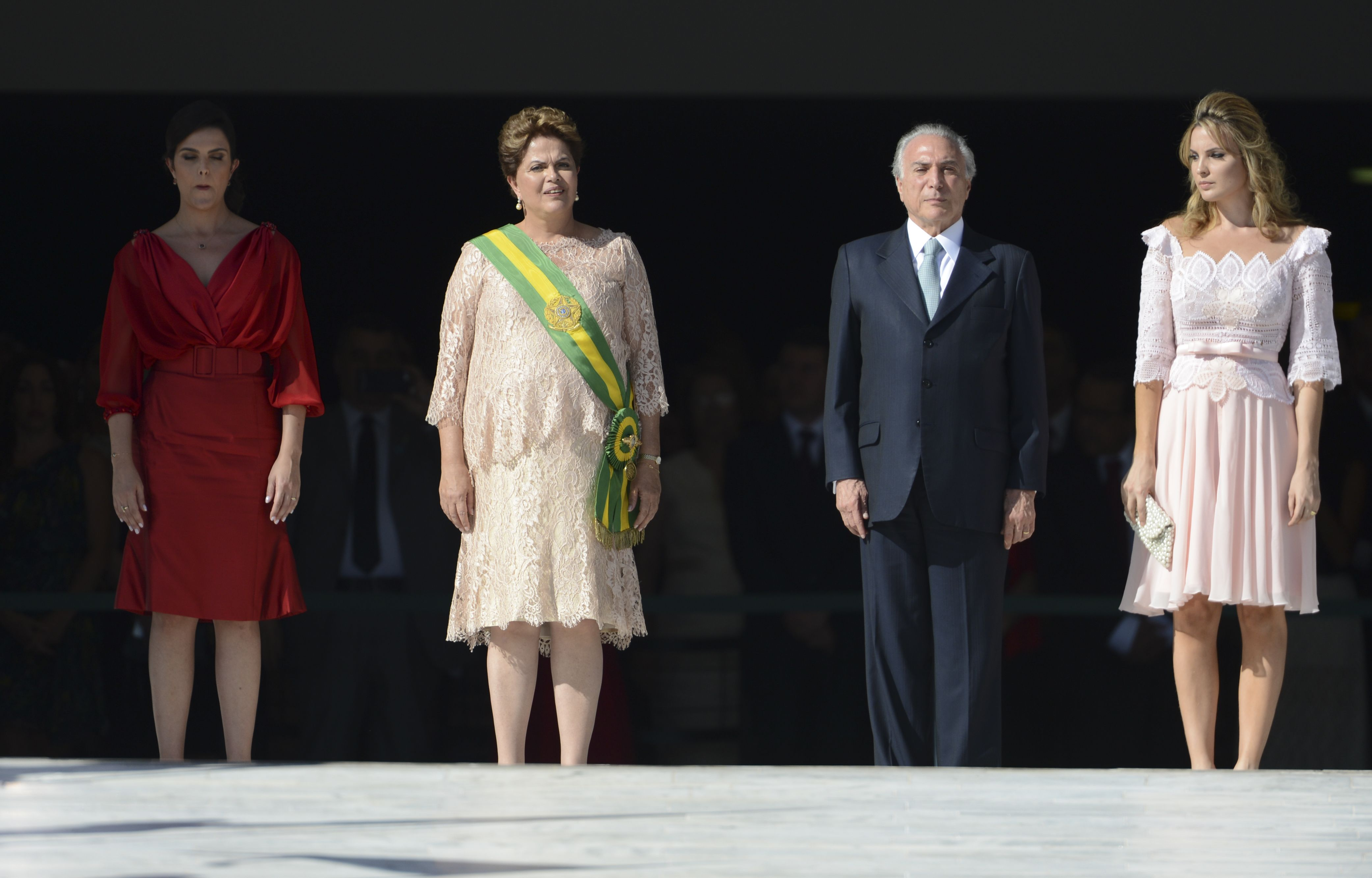
La Possession de Dilma Rousseff, le 1er janvier 2015, aux côtés de son adjoint, Michel Temer.

La crise s'est manifestée de plusieurs façons, et a aggravé  la crise politique dont souffrait déjà le pays. Dilma Rousseff, candidate du Parti des travailleurs, a remporté l'élection présidentielle de 2014, en battant le candidat du PSDB, Aécio Neves. Cependant, la victoire était très serrée, après une course à la présidentielle la plus féroce de l'histoire. La campagne présidentielle a été marquée par l'agitation et la controverse, principalement en raison de l'opération Lava Jato, qui a mis en évidence un vaste système de corruption atteignant en totalité la classe politique et les partis.
Le 12 mai 2016, le Sénat a éloigné Dilma Rousseff de la fonction de présidente pour une période de 180 jours. Immédiatement, son vice-président Michel Temer a repris la présidence par intérim. Le 31 août, le Sénat a rendu le jugement final de destitution de Dilma Rousseff. Au cours de ses premiers mois à la présidence de la république, Michel Temer s'est lui-même retrouvé au cœur de la controverse, lui-même et plusieurs ministres de son gouvernement étant mis en examen dans le cadre de l'opération Lava Jato. Le scandale est devenu public à travers un enregistrement audio publié par l'ancien président de Transpetro, Sérgio Machado, dans la perspective d'une négociation de peine.
En 2017, de nouveaux scandales ont secoué le gouvernement. Le 17 mai, les propriétaires de la société JBS ont déclaré avoir enregistré le président Michel Temer autorisant l'achat du silence de l'honorable sénateur et ex-président de la Chambre des députés, Eduardo Cunha. Dans cet enregistrement audio, l'un des propriétaires de la société aurait dit à Temer qu'il payait une "indemnité" à Cunha afin qu'il garde le silence en prison. Ce scandale a suscité plusieurs manifestations populaires pour demander la démission du Président Temer. Le scandale a affecté la mise en œuvre des réformes proposées par le gouvernement en vue de la reprise économique.

## Caractéristiques

### La récession

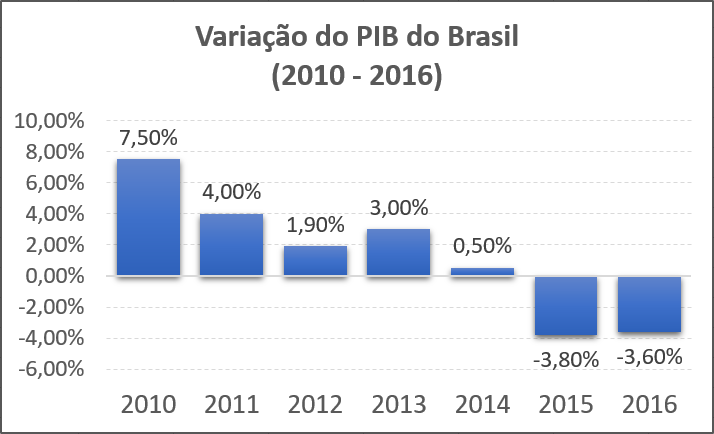
Le changement en pourcentage du Produit intérieur brut (PIB) du Brésil, selon les données de l'IBGE. On peut voir la faible croissance en 2014, suivie d'une forte récession dans les années suivantes.

Les signes d'une profonde récession sont apparus en 2014, lorsque la croissance du PIB s'est établie à seulement 0,4 %. En 2015, l'économie s'est contractée de 3,8 %, soit la pire récession depuis 1990, pendant le gouvernement Collor. Cependant, en 2016, le PIB a enregistré une nouvelle chute, qui a causé la pire récession dans l'histoire du pays. Pour la première fois depuis la les années 1930, le pays était en récession deux ans de suite. Au cours de cette période, le PIB par habitant a diminué de 11 %.
Le premier trimestre de 2017 a enregistré une hausse du PIB de 1 %, la première depuis le début de l'année 2015.

### Le chômage

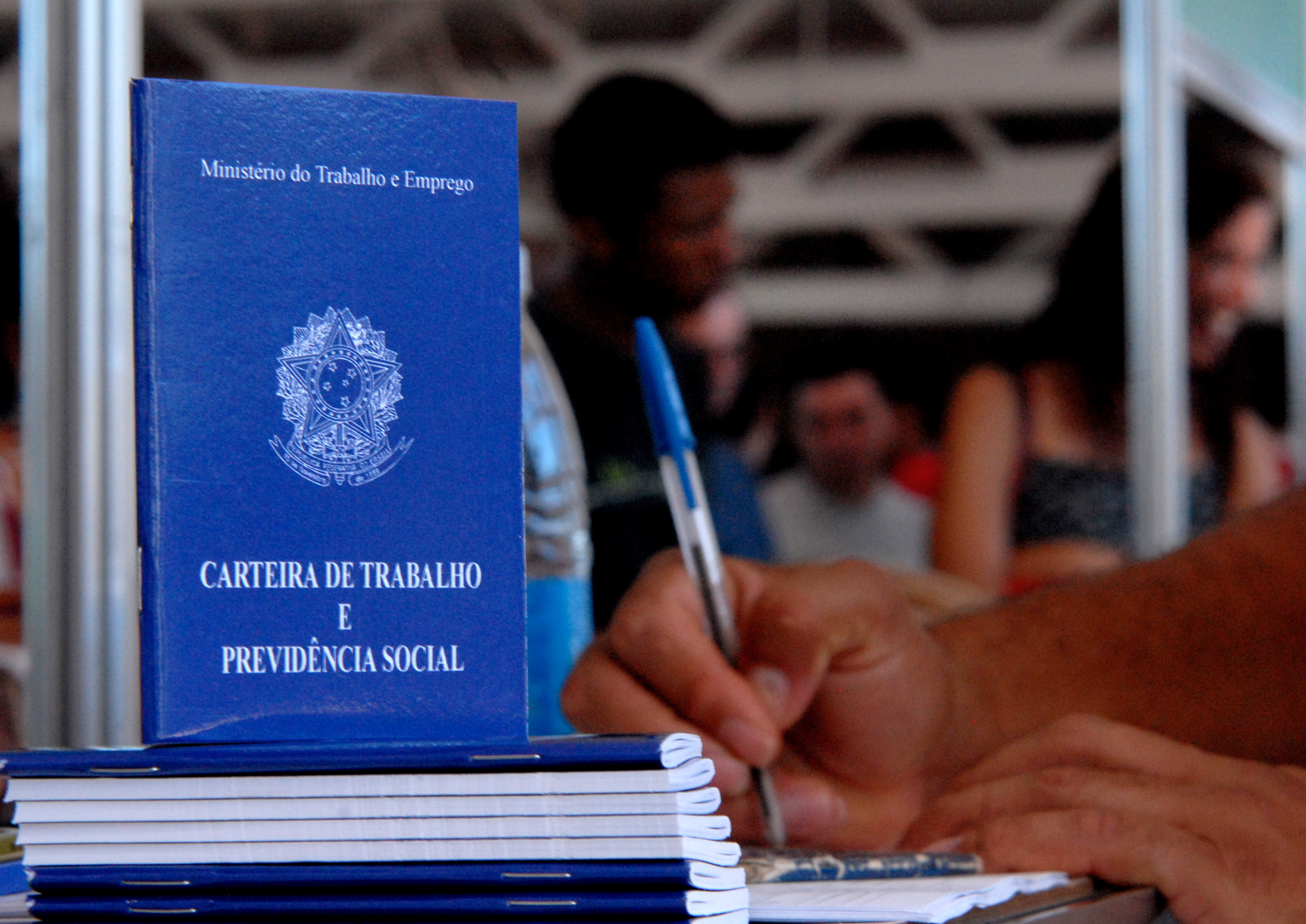
Le brésil perd 1,3 million d'emplois dans l'emploi formel dans la seule année 2016.

En 2014, le chômage n'avait pas encore montré de signes d'augmentation future. En moyenne sur l'année, le taux de chômage était de 6,8 %, soit le taux le plus bas des deux années précédentes. À la fin de l'année, il atteignait même 4,8 % dans les grandes villes comme São Paulo et Belo Horizonte. Le taux de chômage était le plus bas depuis 2003, l'année où l'IBGE a adopté la méthodologie d'analyse actuelle.
Toutefois, dans les années 2015 et 2016, la crise économique a fait accroître le chômage. 2015 s'est terminée avec un taux de chômage de 8,5 %, et 2016 avec le taux très alarmant de 11,5 %, selon l'IBGE. En chiffres absolus, cela représente 12,3 millions de brésiliens au chômage.
Le pic de chômage a été constaté en mars 2017, lorsque le pays a atteint environ 14 millions de chômeurs. Le mois suivant, en avril, un léger recul de ce taux a été enregistré, le premier depuis 2014. Cependant il s'élevait encore à 13,6 %, ce qui était encore considéré comme très élevé.

## Récupération

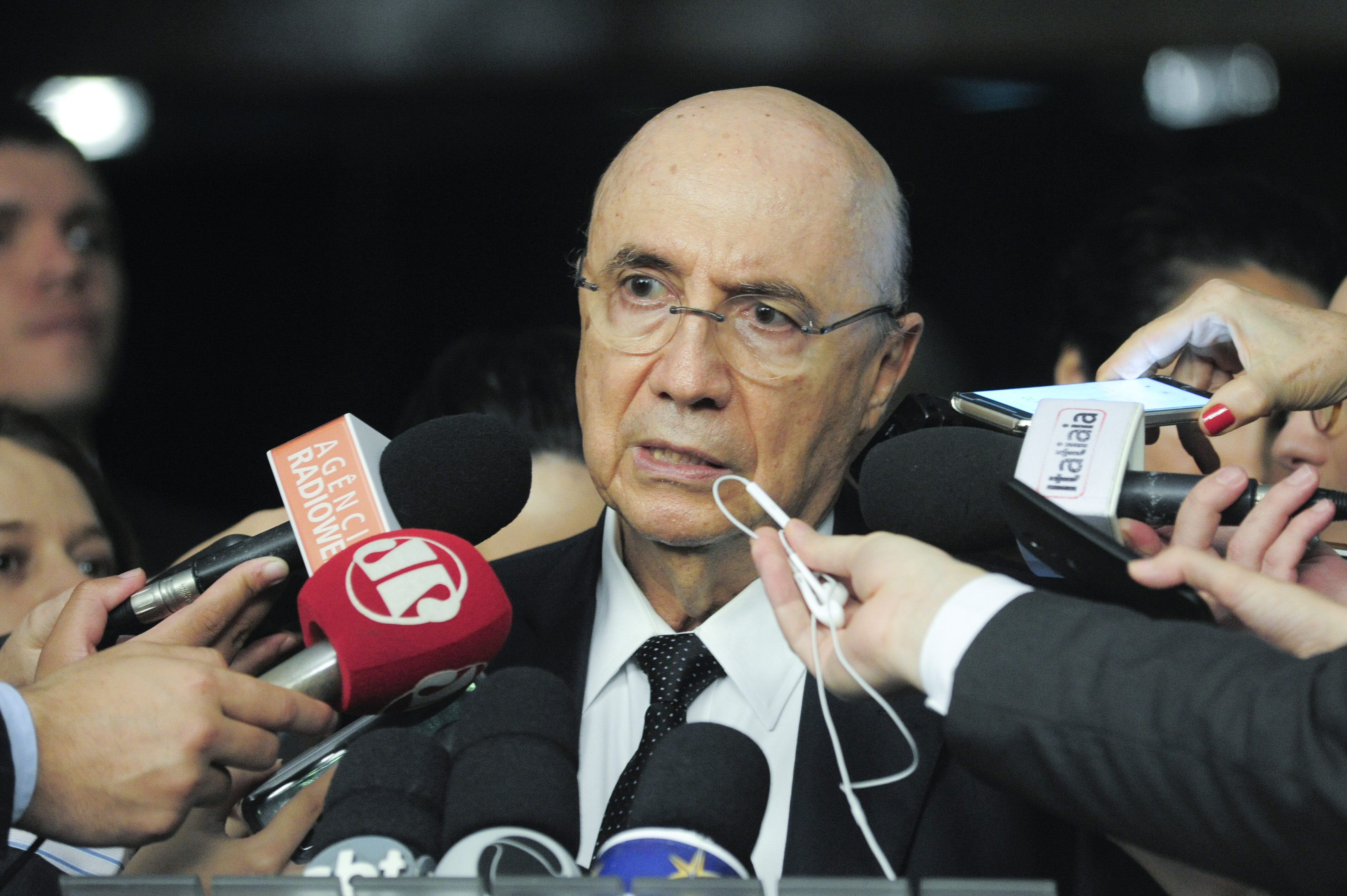
Henrique Meirelles, le ministre des Finances du gouvernement de Michel Temer.

Depuis la destitution de Dilma Rousseff et, en conséquence, l'arrivée de Michel Temer à la présidence, une variété de mesures, principalement considérées comme impopulaires, ont été proposées visant à la relance de l'économie du pays. Au début de 2017, il y avait déjà des signes de reprise économique laissant penser que le processus serait très long et très lent.
En juin 2017 a été divulguée une augmentation du PIB de 1 % dans le premier trimestre de l'année, soit le retour d'un trimestre de croissance économique après huit baisses trimestrielles consécutives. Le ministre des finances, Henrique Meirelles, a déclaré que le pays "a émergé de la plus grande récession du siècle." Toutefois, les économistes avertissent que la croissance du PIB ne caractérise que la fin de la "récession technique" et qu'il est encore trop tôt pour affirmer que la crise est terminée. Le chômage reste élevé et il y a encore une incertitude quant à l'avenir de l'économie, surtout après les scandales politiques causés par les révélations de la Société JBS, qui impliquent le président Temer.